# Salaria economidisi
Salaria economidisi — вид прісноводних морських собачок. Є ендеміком Греції, де зустрічається виключно в озері Тріхоніс. Риба сягає 6.5 см довжиною.